# Lista över fornlämningar i Varbergs kommun (Sibbarp)
Lista över fornlämningar i Varbergs kommun (Sibbarp) är en förteckning av ett urval av de fornlämningar som finns i Sibbarp i Varbergs kommun.
| Namn                         | Lämningstyp                 | Tillkomsttid | Historisk indelning | Plats | Läge                 | ID-nr          | Bild                                      |
| ---------------------------- | --------------------------- | ------------ | ------------------- | ----- | -------------------- | -------------- | ----------------------------------------- |
| Sibbarp 4:1                  | Stensättning                |              | Sibbarp, Halland    |       | 57.043975, 12.542983 | 10148700040001 | Ladda upp en bild av detta fornminne      |
| Sibbarp 4:2                  | Stensättning                |              | Sibbarp, Halland    |       | 57.044211, 12.543107 | 10148700040002 | Ladda upp en bild av detta fornminne      |
| Sibbarp 6:1                  | Röse                        |              | Sibbarp, Halland    |       | 57.030059, 12.527312 | 10148700060001 | Ladda upp en bild av detta fornminne      |
| Kungsgravarna (Sibbarp 7:1)  | Röse                        |              | Sibbarp, Halland    |       | 57.036111, 12.523461 | 10148700070001 | Ladda upp en bild av detta fornminne      |
| Kungsgravarna (Sibbarp 7:2)  | Röse                        |              | Sibbarp, Halland    |       | 57.035759, 12.523734 | 10148700070002 | Ladda upp en bild av detta fornminne      |
| Sibbarp 8:1                  | Stensättning                |              | Sibbarp, Halland    |       | 57.023928, 12.525909 | 10148700080001 | Ladda upp en bild av detta fornminne      |
| Sibbarp 8:2                  | Stensättning                |              | Sibbarp, Halland    |       | 57.023810, 12.526095 | 10148700080002 | Ladda upp en bild av detta fornminne      |
| Sibbarp 8:3                  | Stensättning                |              | Sibbarp, Halland    |       | 57.023321, 12.526728 | 10148700080003 | Ladda upp en bild av detta fornminne      |
| Sibbarp 8:4                  | Hög                         |              | Sibbarp, Halland    |       | 57.022973, 12.527027 | 10148700080004 | Ladda upp en bild av detta fornminne      |
| Sibbarp 8:7                  | Stensättning                |              | Sibbarp, Halland    |       | 57.022416, 12.527833 | 10148700080007 | Ladda upp en bild av detta fornminne      |
| Sibbarp 8:8                  | Stensättning                |              | Sibbarp, Halland    |       | 57.022290, 12.527820 | 10148700080008 | Ladda upp en bild av detta fornminne      |
| Sibbarp 8:9                  | Stensättning                |              | Sibbarp, Halland    |       | 57.022109, 12.527774 | 10148700080009 | Ladda upp en bild av detta fornminne      |
| Sibbarp 12:1                 | Hög                         |              | Sibbarp, Halland    |       | 57.020077, 12.528405 | 10148700120001 | Ladda upp en bild av detta fornminne      |
| Sibbarp 12:2                 | Stensättning                |              | Sibbarp, Halland    |       | 57.020102, 12.527932 | 10148700120002 | Ladda upp en bild av detta fornminne      |
| Sibbarp 12:4                 | Stensättning                |              | Sibbarp, Halland    |       | 57.021079, 12.527948 | 10148700120004 | Ladda upp en bild av detta fornminne      |
| Sibbarp 12:5                 | Stensättning                |              | Sibbarp, Halland    |       | 57.021081, 12.528153 | 10148700120005 | Ladda upp en bild av detta fornminne      |
| Sibbarp 14:1                 | Stensättning                |              | Sibbarp, Halland    |       | 57.015178, 12.533335 | 10148700140001 | Ladda upp en bild av detta fornminne      |
| Sibbarp 15:1                 | Hög                         |              | Sibbarp, Halland    |       | 57.014370, 12.537549 | 10148700150001 | Ladda upp en bild av detta fornminne      |
| Sibbarp 16:1                 | Stensättning                |              | Sibbarp, Halland    |       | 57.012705, 12.540512 | 10148700160001 | Ladda upp en bild av detta fornminne      |
| Sibbarp 18:1                 | Stensättning                |              | Sibbarp, Halland    |       | 57.040626, 12.540039 | 10148700180001 | Ladda upp en bild av detta fornminne      |
| Sibbarp 18:2                 | Stensättning                |              | Sibbarp, Halland    |       | 57.040484, 12.539957 | 10148700180002 | Ladda upp en bild av detta fornminne      |
| Sibbarp 22:1                 | Stensättning                |              | Sibbarp, Halland    |       | 57.014887, 12.523054 | 10148700220001 | Ladda upp en bild av detta fornminne      |
| Sibbarp 23:1                 | Gravfält                    |              | Sibbarp, Halland    |       | 57.012919, 12.514786 | 10148700230001 | Ladda upp en bild av detta fornminne      |
| Sibbarp 26:1                 | Stensättning                |              | Sibbarp, Halland    |       | 57.028987, 12.598873 | 10148700260001 | Ladda upp en bild av detta fornminne      |
| Sibbarp 26:2                 | Stensättning                |              | Sibbarp, Halland    |       | 57.029173, 12.598907 | 10148700260002 | Ladda upp en bild av detta fornminne      |
| Sibbarp 26:3                 | Stensättning                |              | Sibbarp, Halland    |       | 57.029402, 12.598878 | 10148700260003 | Ladda upp en bild av detta fornminne      |
| Sibbarp 26:4                 | Hög                         |              | Sibbarp, Halland    |       | 57.029700, 12.598849 | 10148700260004 | Ladda upp en bild av detta fornminne      |
| Sibbarp 27:1                 | Stensättning                |              | Sibbarp, Halland    |       | 57.028061, 12.590715 | 10148700270001 | Ladda upp en bild av detta fornminne      |
| Sibbarp 27:2                 | Stensättning                |              | Sibbarp, Halland    |       | 57.028165, 12.591345 | 10148700270002 | Ladda upp en bild av detta fornminne      |
| Sibbarp 28:1                 | Hög                         |              | Sibbarp, Halland    |       | 57.027956, 12.586321 | 10148700280001 | Ladda upp en bild av detta fornminne      |
| Sibbarp 28:2                 | Hög                         |              | Sibbarp, Halland    |       | 57.028100, 12.586406 | 10148700280002 | Ladda upp en bild av detta fornminne      |
| Sibbarp 28:3                 | Stensättning                |              | Sibbarp, Halland    |       | 57.027187, 12.585929 | 10148700280003 | Ladda upp en bild av detta fornminne      |
| Domstolen (Sibbarp 29:1)     | Stenkrets                   |              | Sibbarp, Halland    |       | 57.029816, 12.586440 | 10148700290001 | Ladda upp en bild av detta fornminne      |
| Tornakulle (Sibbarp 30:1)    | Hög                         |              | Sibbarp, Halland    |       | 57.026468, 12.582910 | 10148700300001 | Ladda upp en bild av detta fornminne      |
| Tornakulle (Sibbarp 30:2)    | Stensättning                |              | Sibbarp, Halland    |       | 57.026158, 12.582939 | 10148700300002 | Ladda upp en bild av detta fornminne      |
| Sibbarp 32:1                 | Hög                         |              | Sibbarp, Halland    |       | 57.030084, 12.584538 | 10148700320001 | Ladda upp en bild av detta fornminne      |
| Sibbarp 34:1                 | Stensättning                |              | Sibbarp, Halland    |       | 57.031426, 12.583591 | 10148700340001 | Ladda upp en bild av detta fornminne      |
| Sibbarp 35:1                 | Stensättning                |              | Sibbarp, Halland    |       | 57.025271, 12.578824 | 10148700350001 | Ladda upp en bild av detta fornminne      |
| Sibbarp 36:1                 | Röse                        |              | Sibbarp, Halland    |       | 57.029690, 12.565253 | 10148700360001 | Ladda upp en bild av detta fornminne      |
| Sibbarp 37:1                 | Röse                        |              | Sibbarp, Halland    |       | 57.028347, 12.555579 | 10148700370001 | Ladda upp en bild av detta fornminne      |
| Sibbarp 40:1                 | Stensättning                |              | Sibbarp, Halland    |       | 57.040451, 12.525845 | 10148700400001 | Ladda upp en bild av detta fornminne      |
| Sibbarp 41:1                 | Stensättning                |              | Sibbarp, Halland    |       | 57.035677, 12.498356 | 10148700410001 | Ladda upp en bild av detta fornminne      |
| Sibbarp 41:2                 | Röse                        |              | Sibbarp, Halland    |       | 57.035570, 12.498534 | 10148700410002 | Ladda upp en bild av detta fornminne      |
| Sibbarp 42:1                 | Stensättning                |              | Sibbarp, Halland    |       | 57.041768, 12.517736 | 10148700420001 | Ladda upp en bild av detta fornminne      |
| Sibbarp 43:1                 | Stensättning                |              | Sibbarp, Halland    |       | 57.057460, 12.546101 | 10148700430001 | Ladda upp en bild av detta fornminne      |
| Truedsholm (Sibbarp 44:1)    | Borg                        |              | Sibbarp, Halland    |       | 57.071352, 12.545943 | 10148700440001 | Ladda upp en till bild av detta fornminne |
| Sibbarp 45:1                 | Stensättning                |              | Sibbarp, Halland    |       | 57.006747, 12.533344 | 10148700450001 | Ladda upp en bild av detta fornminne      |
| Sibbarp 49:1                 | Stensättning                |              | Sibbarp, Halland    |       | 57.029660, 12.505171 | 10148700490001 | Ladda upp en bild av detta fornminne      |
| Sibbarp 50:1                 | Stensättning                |              | Sibbarp, Halland    |       | 57.028806, 12.506735 | 10148700500001 | Ladda upp en bild av detta fornminne      |
| Kungagravarna (Sibbarp 51:1) | Röse                        |              | Sibbarp, Halland    |       | 57.029292, 12.487504 | 10148700510001 | Ladda upp en bild av detta fornminne      |
| Kungagravarna (Sibbarp 51:2) | Stensättning                |              | Sibbarp, Halland    |       | 57.029081, 12.487448 | 10148700510002 | Ladda upp en bild av detta fornminne      |
| Kungagravarna (Sibbarp 51:3) | Röse                        |              | Sibbarp, Halland    |       | 57.028985, 12.487441 | 10148700510003 | Ladda upp en bild av detta fornminne      |
| Sibbarp 52:1                 | Röse                        |              | Sibbarp, Halland    |       | 57.024353, 12.504216 | 10148700520001 | Ladda upp en bild av detta fornminne      |
| Sibbarp 53:1                 | Röse                        |              | Sibbarp, Halland    |       | 57.025052, 12.501887 | 10148700530001 | Ladda upp en bild av detta fornminne      |
| Sibbarp 53:2                 | Stensättning                |              | Sibbarp, Halland    |       | 57.024815, 12.502408 | 10148700530002 | Ladda upp en bild av detta fornminne      |
| Sibbarp 53:3                 | Stensättning                |              | Sibbarp, Halland    |       | 57.024914, 12.502639 | 10148700530003 | Ladda upp en bild av detta fornminne      |
| Sibbarp 54:1                 | Stensättning                |              | Sibbarp, Halland    |       | 57.010082, 12.504959 | 10148700540001 | Ladda upp en bild av detta fornminne      |
| Sibbarp 60:1                 | Stensättning                |              | Sibbarp, Halland    |       | 57.036075, 12.592582 | 10148700600001 | Ladda upp en bild av detta fornminne      |
| Sibbarp 61:1                 | Stensättning                |              | Sibbarp, Halland    |       | 57.032699, 12.590855 | 10148700610001 | Ladda upp en bild av detta fornminne      |
| Sibbarp 61:2                 | Stensättning                |              | Sibbarp, Halland    |       | 57.032967, 12.591116 | 10148700610002 | Ladda upp en bild av detta fornminne      |
| Sibbarp 61:3                 | Stensättning                |              | Sibbarp, Halland    |       | 57.033415, 12.591812 | 10148700610003 | Ladda upp en bild av detta fornminne      |
| Sibbarp 62:1                 | Stensättning                |              | Sibbarp, Halland    |       | 57.038631, 12.590296 | 10148700620001 | Ladda upp en bild av detta fornminne      |
| Sibbarp 62:2                 | Stensättning                |              | Sibbarp, Halland    |       | 57.038475, 12.590083 | 10148700620002 | Ladda upp en bild av detta fornminne      |
| Sibbarp 62:3                 | Stensättning                |              | Sibbarp, Halland    |       | 57.038426, 12.589869 | 10148700620003 | Ladda upp en bild av detta fornminne      |
| Sibbarp 63:1                 | Röse                        |              | Sibbarp, Halland    |       | 57.039575, 12.586750 | 10148700630001 | Ladda upp en bild av detta fornminne      |
| Sibbarp 64:1                 | Röse                        |              | Sibbarp, Halland    |       | 57.040262, 12.582958 | 10148700640001 | Ladda upp en bild av detta fornminne      |
| Sibbarp 65:1                 | Hög                         |              | Sibbarp, Halland    |       | 57.041238, 12.585337 | 10148700650001 | Ladda upp en bild av detta fornminne      |
| Sibbarp 65:2                 | Stensättning                |              | Sibbarp, Halland    |       | 57.041432, 12.586473 | 10148700650002 | Ladda upp en bild av detta fornminne      |
| Sibbarp 66:1                 | Stensättning                |              | Sibbarp, Halland    |       | 57.042411, 12.588529 | 10148700660001 | Ladda upp en bild av detta fornminne      |
| Sibbarp 66:3                 | Röse                        |              | Sibbarp, Halland    |       | 57.042385, 12.587749 | 10148700660003 | Ladda upp en bild av detta fornminne      |
| Sibbarp 66:4                 | Hällristning                |              | Sibbarp, Halland    |       | 57.042242, 12.588092 | 10148700660004 | Ladda upp en bild av detta fornminne      |
| Sibbarp 66:5                 | Stensättning                |              | Sibbarp, Halland    |       | 57.042010, 12.587206 | 10148700660005 | Ladda upp en bild av detta fornminne      |
| Sibbarp 67:1                 | Hög                         |              | Sibbarp, Halland    |       | 57.042851, 12.585783 | 10148700670001 | Ladda upp en bild av detta fornminne      |
| Sibbarp 68:1                 | Hög                         |              | Sibbarp, Halland    |       | 57.043430, 12.589879 | 10148700680001 | Ladda upp en bild av detta fornminne      |
| Sibbarp 69:1                 | Röse                        |              | Sibbarp, Halland    |       | 57.047627, 12.581221 | 10148700690001 | Ladda upp en bild av detta fornminne      |
| Sibbarp 69:2                 | Stensättning                |              | Sibbarp, Halland    |       | 57.047472, 12.581681 | 10148700690002 | Ladda upp en bild av detta fornminne      |
| Sibbarp 71:1                 | Gravfält                    |              | Sibbarp, Halland    |       | 57.058681, 12.552907 | 10148700710001 | Ladda upp en bild av detta fornminne      |
| Sibbarp 72:1                 | Stensättning                |              | Sibbarp, Halland    |       | 57.060174, 12.555865 | 10148700720001 | Ladda upp en bild av detta fornminne      |
| Sibbarp 72:2                 | Grav markerad av sten/block |              | Sibbarp, Halland    |       | 57.060324, 12.555374 | 10148700720002 | Ladda upp en bild av detta fornminne      |
| Sibbarp 72:3                 | Grav markerad av sten/block |              | Sibbarp, Halland    |       | 57.060272, 12.555445 | 10148700720003 | Ladda upp en bild av detta fornminne      |
| Sibbarp 72:4                 | Grav markerad av sten/block |              | Sibbarp, Halland    |       | 57.060260, 12.555330 | 10148700720004 | Ladda upp en bild av detta fornminne      |
| Sibbarp 73:1                 | Stensättning                |              | Sibbarp, Halland    |       | 57.058650, 12.562454 | 10148700730001 | Ladda upp en bild av detta fornminne      |
| Pengakullen (Sibbarp 74:1)   | Hög                         |              | Sibbarp, Halland    |       | 57.066472, 12.567885 | 10148700740001 | Ladda upp en bild av detta fornminne      |
| Sibbarp 75:1                 | Stensättning                |              | Sibbarp, Halland    |       | 57.070494, 12.551853 | 10148700750001 | Ladda upp en bild av detta fornminne      |
| Hastenen (Sibbarp 76:1)      | Grav markerad av sten/block |              | Sibbarp, Halland    |       | 57.034040, 12.600771 | 10148700760001 | Ladda upp en bild av detta fornminne      |
| Sibbarp 77:1                 | Stensättning                |              | Sibbarp, Halland    |       | 57.034633, 12.600623 | 10148700770001 | Ladda upp en bild av detta fornminne      |
| Sibbarp 78:1                 | Stensättning                |              | Sibbarp, Halland    |       | 57.034239, 12.595583 | 10148700780001 | Ladda upp en bild av detta fornminne      |
| Sibbarp 93:1                 | Röse                        |              | Sibbarp, Halland    |       | 57.070787, 12.566782 | 10148700930001 | Ladda upp en bild av detta fornminne      |
| Sibbarp 93:2                 | Stensättning                |              | Sibbarp, Halland    |       | 57.070783, 12.567013 | 10148700930002 | Ladda upp en bild av detta fornminne      |
| Sibbarp 97:1                 | Stensättning                |              | Sibbarp, Halland    |       | 57.033653, 12.573998 | 10148700970001 | Ladda upp en bild av detta fornminne      |
| Sibbarp 98:1                 | Stensättning                |              | Sibbarp, Halland    |       | 57.034336, 12.593081 | 10148700980001 | Ladda upp en bild av detta fornminne      |
| Sibbarp 98:2                 | Stensättning                |              | Sibbarp, Halland    |       | 57.034747, 12.592994 | 10148700980002 | Ladda upp en bild av detta fornminne      |
| Sibbarp 99:1                 | Stensättning                |              | Sibbarp, Halland    |       | 57.035795, 12.593479 | 10148700990001 | Ladda upp en bild av detta fornminne      |
| Sibbarp 109:1                | Stensättning                |              | Sibbarp, Halland    |       | 57.028838, 12.492637 | 10148701090001 | Ladda upp en bild av detta fornminne      |
| Sibbarp 131:1                | Stensättning                |              | Sibbarp, Halland    |       | 57.026505, 12.517501 | 10148701310001 | Ladda upp en bild av detta fornminne      |
| Sibbarp 133:1                | Stensättning                |              | Sibbarp, Halland    |       | 57.020582, 12.525972 | 10148701330001 | Ladda upp en bild av detta fornminne      |
| Sibbarp 133:2                | Stensättning                |              | Sibbarp, Halland    |       | 57.020699, 12.525984 | 10148701330002 | Ladda upp en bild av detta fornminne      |
| Sibbarp 135:2                | Stensättning                |              | Sibbarp, Halland    |       | 57.006933, 12.520964 | 10148701350002 | Ladda upp en bild av detta fornminne      |
| Sibbarp 135:3                | Stensättning                |              | Sibbarp, Halland    |       | 57.007120, 12.520575 | 10148701350003 | Ladda upp en bild av detta fornminne      |
| Sibbarp 135:4                | Stensättning                |              | Sibbarp, Halland    |       | 57.007218, 12.520370 | 10148701350004 | Ladda upp en bild av detta fornminne      |
| Sibbarp 135:5                | Stensättning                |              | Sibbarp, Halland    |       | 57.007331, 12.520072 | 10148701350005 | Ladda upp en bild av detta fornminne      |
| Sibbarp 137:1                | Stensättning                |              | Sibbarp, Halland    |       | 57.010954, 12.511127 | 10148701370001 | Ladda upp en bild av detta fornminne      |
| Sibbarp 138:1                | Stensättning                |              | Sibbarp, Halland    |       | 57.008394, 12.531342 | 10148701380001 | Ladda upp en bild av detta fornminne      |
| Sibbarp 141:1                | Stensättning                |              | Sibbarp, Halland    |       | 57.027140, 12.549439 | 10148701410001 | Ladda upp en bild av detta fornminne      |
| Sibbarp 145:1                | Röse                        |              | Sibbarp, Halland    |       | 57.030322, 12.569732 | 10148701450001 | Ladda upp en bild av detta fornminne      |
| Sibbarp 146:1                | Stensättning                |              | Sibbarp, Halland    |       | 57.055758, 12.548580 | 10148701460001 | Ladda upp en bild av detta fornminne      |
| Sibbarp 154:1                | Stensättning                |              | Sibbarp, Halland    |       | 57.047073, 12.579851 | 10148701540001 | Ladda upp en bild av detta fornminne      |
| Sibbarp 169:1                | Stensättning                |              | Sibbarp, Halland    |       | 57.024662, 12.525452 | 10148701690001 | Ladda upp en bild av detta fornminne      |
| Sibbarp 178:1                | Stensättning                |              | Sibbarp, Halland    |       | 57.039153, 12.590987 | 10148701780001 | Ladda upp en bild av detta fornminne      |
| Ljungby 110:1                | Röse                        |              | Sibbarp, Halland    |       | 57.012788, 12.549846 | 10147701100001 | Ladda upp en bild av detta fornminne      |